# Trajczo Kostow
Trajczo Kostow (ur. 17 czerwca 1897 w Sofii, zm. 17 grudnia 1949) – bułgarski polityk, działacz komunistyczny.
Od 1920 członek Bułgarskiej Partii Komunistycznej. Uczestnik powstania wrześniowego w 1923, w latach 1924–1929 więziony. 1929–1938 kilkakrotnie przebywał w Moskwie, gdzie działał w Międzynarodówce Komunistycznej. Od 1931 członek KC BPK. Od 1938 redaktor naczelny organu prasowego tej partii, „Rabotniczesko deło” i sekretarz KC. Podczas II wojny światowej w ruchu oporu. Od 1948 członek Biura Politycznego KC BPK. 1946–1949 wicepremier. 31 marca 1949 usunięty ze stanowiska, w czerwcu aresztowany, a w grudniu skazany na śmierć w procesie pokazowym i stracony przez powieszenie.
Zrehabilitowany w 1956.